# Sogoža
La Sogoža (in russo Согожа?) è un fiume del nord-ovest della Russia europea, sfocia nel bacino idrico di Rybinsk sul Volga. Scorre nelle oblast' di Vologda e di Jaroslavl'. Prima della creazione del bacino di Rybinsk, era un affluente dello Šeksna.

## Descrizione
Il fiume ha origine vicino al villaggio di Miticyno, distretto Šeksninskij, scorre inizialmente in direzione sud-orientale in un'area boscosa scarsamente popolata, poi gira a sud. Nel corso inferiore dopo la confluenza del suo più grande affluente, l'Uchtoma (lungo 92 km), si dirige a sud-ovest. A causa del ristagno del bacino la corrente scompare, la larghezza aumenta prima a 50 metri e vicino alla foce a 200 metri. Negli ultimi 30 km la Sogoža è navigabile. La lunghezza del fiume è di 129 km, il bacino idrografico di 2 900 km². Nel corso inferiore del fiume, alla confluenza del tributario Soga (64 km), si trova la città di Pošechon'e.